# کیتلین وکس
کیتلین وَکس (انگلیسی: Caitlin Wachs؛ زادهٔ ۱۵ مارس ۱۹۸۹) بازیگر اهل ایالات متحده آمریکا است. وی از سال ۱۹۹۵ میلادی تاکنون مشغول فعالیت بوده‌است.

## گزیدهٔ آثار

### سینما
- زیر رنگ آبی (۲۰۱۰)
- اسرار غیبی انجمن خواهرانه یایا (۲۰۰۲)
- پرش سگ من (۲۰۰۰)

### تلویزیون
- اساتید وحشت (۲۰۰۶)
- نسخه اولیه (۱۹۹۷)
- جسور و زیبا (۱۹۹۵)